# Balázs Volentér
Balázs Volentér (ur. 7 maja 1997 w Budapeszcie) – węgierski kierowca wyścigowy.

## Biografia
Karierę sportową rozpoczynał w kartingu. W 2012 roku zadebiutował w kartingowych mistrzostwach Węgier, a w latach 2014–2015 zdobywał wicemistrzostwo. Ponadto w sezonie 2014 był kartingowym wicemistrzem Europy Środkowej. W 2013 roku rozpoczął ściganie się Suzuki Swiftem w różnych seriach, takich jak Węgierski Puchar Suzuki Swifta Junior czy Swift Cup Europe. W sezonie 2015 zadebiutował w Węgierskiej Formule Renault, zdobywając wicemistrzostwo na koniec sezonu. W tym samym roku zadebiutował w Węgierskiej Formule 2000 oraz Mistrzostwach Europy Strefy Centralnej (E2-2000). Rok później zdobył mistrzostwo Formuły Renault oraz Formuły 2000, a w 2017 roku obronił tytuł w Formule Renault. W 2018 roku rozpoczął starty Normą w wyścigach długodystansowych.

## Wyniki
| Legenda oznaczeń w tabelach wyników Wyświetl szablon na nowej stronie | Legenda oznaczeń w tabelach wyników Wyświetl szablon na nowej stronie                                                                     |
| Oznaczenie                                                            | Wyjaśnienie |
| --------------------------------------------------------------------- | --- |
| Złoty                                                                 | Zwycięzca lub mistrzostwo |
| Srebrny                                                               | 2. miejsce lub wicemistrzostwo |
| Brązowy                                                               | 3. miejsce lub II wicemistrzostwo |
| Zielony                                                               | Ukończył, punktował (w klasyfikacji generalnej, gdy zdobył co najmniej jeden punkt na przestrzeni sezonu, poza trzema powyższymi opcjami) |
| Niebieski                                                             | Ukończył, nie punktował (w klasyfikacji generalnej, gdy nie zdobył co najmniej jednego punktu na przestrzeni sezonu)                      |
| Czerwony                                                              | Nie zakwalifikował się (NZ) |
| Czerwony                                                              | Nie prekwalifikował się (NPK) |
| Różowy                                                                | Nie ukończył (NU) |
| Różowy                                                                | Niesklasyfikowany (NS) (w klasyfikacji generalnej, gdy nie został sklasyfikowany w żadnym wyścigu sezonu)                                 |
| Czarny                                                                | Zdyskwalifikowany (DK) |
| Czarny                                                                | Wykluczony (WYK/EX) |
| Biały                                                                 | Nie wystartował (NW) |
| Biały                                                                 | Kontuzjowany (K/INJ) |
| Biały                                                                 | Wyścig odwołany (OD/C) |
| Bez koloru                                                            | Został wycofany (WYC/WD) |
| Bez koloru                                                            | Nie przybył (NP/DNA) |
| Bez koloru                                                            | Nie brał udziału w treningach (NT/DNP) |
| Bez koloru                                                            | Nie został zgłoszony (–) |
| Pogrubienie                                                           | Start z pole position |
| Kursywa                                                               | Najszybsze okrążenie wyścigu |
| †                                                                     | Nie ukończył, ale jego rezultat został zaliczony ze względu na przejechanie więcej niż 90% dystansu wyścigu.                              |
| *                                                                     | Sezon w trakcie |
| 1/2/3                                                                 | Punktowana pozycja w sprincie kwalifikacyjnym                                                                                             |
| Lista systemów punktacji Formuły 1                                    | |

### Węgierska Formuła Renault
| Rok  | Zespół          | Samochód      | Silnik  | Wyniki w poszczególnych eliminacjach | Wyniki w poszczególnych eliminacjach | Wyniki w poszczególnych eliminacjach | Wyniki w poszczególnych eliminacjach | Wyniki w poszczególnych eliminacjach | Wyniki w poszczególnych eliminacjach | Wyniki w poszczególnych eliminacjach | Wyniki w poszczególnych eliminacjach | Wyniki w poszczególnych eliminacjach | Wyniki w poszczególnych eliminacjach | Wyniki w poszczególnych eliminacjach | Wyniki w poszczególnych eliminacjach | Pkt. | Msc. |
| ---- | --------------- | ------------- | ------- | ------------------------------------ | ------------------------------------ | ------------------------------------ | ------------------------------------ | ------------------------------------ | ------------------------------------ | ------------------------------------ | ------------------------------------ | ------------------------------------ | ------------------------------------ | ------------------------------------ | ------------------------------------ | ---- | ---- |
| 2015 |                 |               |         | Węgry                                | Węgry                                | Austria                              | Austria                              | Węgry                                | Węgry                                | Słowacja                             | Słowacja                             | Węgry                                | Węgry                                | Węgry                                |                                      | 84   | 2    |
| 2015 | Nívó Motorsport | Tatuus FR2000 | Renault | 2                                    | 3                                    | 3                                    | 3                                    | 3                                    | 3                                    | 2                                    | 3                                    | 2                                    | 2                                    | 2                                    |                                      | 84   | 2    |
| 2016 |                 |               |         | Węgry                                | Węgry                                | Węgry                                | Węgry                                | Węgry                                | Słowacja                             | Słowacja                             | Czechy                               | Czechy                               | Węgry                                | Węgry                                | Węgry                                | 124  | 1    |
| 2016 | Nívó Motorsport | Tatuus FR2000 | Renault | 2                                    | 1                                    | 1                                    | 1                                    | 1                                    | 1                                    | 2                                    | 1                                    | 1                                    | 2                                    | 1                                    | 1                                    | 124  | 1    |
| 2017 |                 |               |         | Węgry                                | Węgry                                | Węgry                                | Węgry                                | Węgry                                | Słowacja                             | Słowacja                             | Czechy                               | Czechy                               | Węgry                                | Węgry                                | Węgry                                | 117  | 1    |
| 2017 | Nívó Motorsport | Tatuus FR2000 | Renault | 4                                    | 1                                    | 1                                    | 1                                    | 1                                    | 2                                    | 1                                    | 3                                    | 2                                    | 1                                    | 1                                    | 1                                    | 117  | 1    |
| 2018 |                 |               |         | Węgry                                | Węgry                                | Austria                              | Austria                              | Słowacja                             | Słowacja                             | Czechy                               | Czechy                               | Węgry                                | Węgry                                | Węgry                                |                                      | 24   | 6    |
| 2018 | Nívó Motorsport | Tatuus FR2000 | Renault | 2                                    | 1                                    | 3                                    | NU                                   | -                                    | -                                    | -                                    | -                                    | -                                    | -                                    | -                                    |                                      | 24   | 6    |

### Węgierska Formuła 2000
| Rok  | Zespół          | Samochód      | Silnik  | Wyniki w poszczególnych eliminacjach | Wyniki w poszczególnych eliminacjach | Wyniki w poszczególnych eliminacjach | Wyniki w poszczególnych eliminacjach | Wyniki w poszczególnych eliminacjach | Wyniki w poszczególnych eliminacjach | Wyniki w poszczególnych eliminacjach | Wyniki w poszczególnych eliminacjach | Wyniki w poszczególnych eliminacjach | Wyniki w poszczególnych eliminacjach | Wyniki w poszczególnych eliminacjach | Wyniki w poszczególnych eliminacjach | Pkt. | Msc. |
| ---- | --------------- | ------------- | ------- | ------------------------------------ | ------------------------------------ | ------------------------------------ | ------------------------------------ | ------------------------------------ | ------------------------------------ | ------------------------------------ | ------------------------------------ | ------------------------------------ | ------------------------------------ | ------------------------------------ | ------------------------------------ | ---- | ---- |
| 2015 |                 |               |         | Węgry                                | Węgry                                | Austria                              | Austria                              | Węgry                                | Węgry                                | Słowacja                             | Słowacja                             | Węgry                                | Węgry                                | Węgry                                |                                      | 48   | 5    |
| 2015 | Nívó Motorsport | Tatuus FR2000 | Renault | 5                                    | 5                                    | 6                                    | 4                                    | 5                                    | 5                                    | 5                                    | 5                                    | 5                                    | 5                                    | 5                                    |                                      | 48   | 5    |
| 2016 |                 |               |         | Węgry                                | Węgry                                | Węgry                                | Węgry                                | Węgry                                | Słowacja                             | Słowacja                             | Czechy                               | Czechy                               | Węgry                                | Węgry                                | Węgry                                | 98   | 1    |
| 2016 | Nívó Motorsport | Tatuus FR2000 | Renault | 3                                    | 2                                    | 1                                    | 2                                    | 2                                    | 3                                    | 3                                    | 3                                    | 3                                    | 2                                    | 1                                    | 2                                    | 98   | 1    |
| 2017 |                 |               |         | Węgry                                | Węgry                                | Węgry                                | Węgry                                | Węgry                                | Słowacja                             | Słowacja                             | Czechy                               | Czechy                               | Węgry                                | Węgry                                | Węgry                                | 72   | 3    |
| 2017 | Nívó Motorsport | Tatuus FR2000 | Renault | 7                                    | 2                                    | 3                                    | 3                                    | 2                                    | 4                                    | 3                                    | 5                                    | 4                                    | 4                                    | 4                                    | 3                                    | 72   | 3    |
| 2018 |                 |               |         | Węgry                                | Węgry                                | Austria                              | Austria                              | Słowacja                             | Słowacja                             | Czechy                               | Czechy                               | Węgry                                | Węgry                                | Węgry                                |                                      | 16   | 8    |
| 2018 | Nívó Motorsport | Tatuus FR2000 | Renault | 3                                    | 3                                    | 5                                    | NU                                   | -                                    | -                                    | -                                    | -                                    | -                                    | -                                    | -                                    |                                      | 16   | 8    |